# Abdissenbosch
Abdissenbosch est un village situé dans la commune néerlandaise de Landgraaf, dans la province du Limbourg. En 2009, le village comptait environ 2 300 habitants.
Jusqu'en 1982, Abdissenbosch faisait partie de la commune d'Ubach over Worms.